# Neufundland-Expedition
1792

Porrentruy – Marquain – Quiévrain – Verdun – Thionville – Valmy – Lille – Mainz (1792) – Jemappes
1793

Aldenhoven I – Namur – Neerwinden – Mainz (1793) – Famars – Valenciennes (1793) – Arlon (1793) – Hondschoote – Meribel – Avesnes-le-Sec – Pirmasens – Toulon – Fontenay-le-Comte – Cholet – Lucon – Trouillas – Dünkirchen – Le Quesnoy – Menin I – Wattignies – Weißenburg I – Biesingen – Kaiserslautern I – Weißenburg II
1794

Boulou – Landrecis – Menin II – Mouscron – Martinique – Guadeloupe – Tourcoing – Tournai – Kaiserslautern II – San-Lorenzo de la Muga – 13. Prairial – Fleurus – Kaiserslautern III – Vosges – Aldenhoven II
1795

Cornwallis’ Rückzug – Genua – Groix – Hyeres – Handschuhsheim – Mainz (1795) – Mannheim – Loano
1796

Montenotte – Millesimo – Dego – Mondovì – Lodi – Borghetto – Castiglione – Mantua – Siegburg – Altenkirchen – Wetzlar – Kircheib – Kehl – Kalteiche – Friedberg  – Malsch – Neresheim – Sulzbach – Deining – Amberg – Würzburg – Neufundland – Rovereto – Bassano – Limburg – Biberach I – Emmendingen – Schliengen – Caldiero – Arcole – Irland
1797

Fall von Kehl – Rivoli (1797) – St. Vincent – Diersheim – Santa Cruz – Neuwied – Camperduin
Die Neufundland-Expedition (französisch: Expédition à Terre-Neuve, spanisch: Expedición a Terranova) war eine Reihe von Flottenmanövern und amphibischen Landungen an den Küsten von Neufundland, Labrador und Saint-Pierre und Miquelon, die von der gemeinsamen französischen und spanischen Flotte während des Ersten Koalitionskrieges durchgeführt wurden. Die Expedition bestand aus sieben Linienschiffen und drei Fregatten unter dem Befehl von Konteradmiral Richery. Sie lief im August 1796 von Cádiz aus aus, begleitet von einem viel stärkeren spanischen Geschwader unter dem Kommando von General Solano, das sie bis zur Küste von Neufundland eskortieren sollte.
Am 28. August 1796 erschien das kombinierte französisch-spanische Geschwader aus 20 Schiffen mit 1500 regulären Soldaten an Bord vor Neufundland und löste in Großbritannien Besorgnis aus, da befürchtet wurde, die Franzosen könnten St. John’s angreifen. Der französische Admiral Joseph de Richery beschloss, nicht zu landen, nachdem er diese Truppen gesehen hatte. Stattdessen plünderte er am 4. September die Stadt Bay Bulls, südlich von St. John’s. Mit britischen Gefangenen segelte die Flotte weiter nach Saint-Pierre und Miquelon, wo sie sich für die Rückfahrt nach Europa vorbereitete. Während der Aktion zerstörte sie über 100 britische Fischereifahrzeuge und verbrannte Fischereistationen entlang der neufundländischen Küste erheblichen Schaden an, darunter auch den Stützpunkt der englischen Garnison in Placentia Bay.

## Hintergrund
Am 19. August 1796 wurde in San Ildefonso ein Vertrag über ein Angriffs- und Verteidigungsbündnis zwischen Frankreich und Spanien unterzeichnet, in dem sich letztere Macht verpflichtete, eine Flotte zur Unterstützung der Franzosen bereitzuhalten. Der Vertrag wurde am 12. September in Paris ratifiziert, und am 5. Oktober wurde von Madrid aus eine Kriegserklärung Spaniens an Großbritannien veröffentlicht. Die Flotte, die unter dem Kommando von Don Juan de Langara stand, stach von Cádiz aus in See. Zehn Segelschiffe unter der Flagge von Konteradmiral Solano wurden entsandt, um gemeinsam mit einer französischen Streitmacht, bestehend aus sieben Segelschiffen und drei Fregatten unter Konteradmiral Richery, eine Expedition gegen die britische Siedlung Neufundland zu unternehmen.
Im August 1796 wurden sowohl Kanada als auch Neuschottland durch die Nachricht aufgerüttelt, dass Admiral Richery der Wachsamkeit von Admiral Robert Mann aus Cádiz entkommen war und mit sieben Linienschiffen und mehreren Fregatten nach Neufundland unterwegs war. Gegen diese Streitmacht konnte Vizeadmiral Wallace in St. John’s nur die alte Romney mit 50 Kanonen, zwei 32er und zwei 16er, entgegensetzen. Kapitän Taylor in der Andromeda mit 32 Kanonen war zur Neufundlandbank aufgebrochen mit dem Auftrag, dort zum Schutz des Seehandels zu kreuzen. Am 3. September sprach er mit einem Schoner, dessen Kapitän ihm mitteilte, er habe an der Küste eine feindliche Flotte gesehen, die aus mehreren Linienschiffen und Fregatten bestand. Spätere Berichte über die Landung der Franzosen in der Conception Bay verstärkten die Beunruhigung auf dem Festland.

## Expedition

### Scheitern auf St. John’s
Richery machte sich auf den Weg nach St. John’s, da er davon ausging, dass er mit seiner überlegenen Feuerkraft Fort Amherst in die Knie zwingen konnte. Nachdem die Batterie ausgeschaltet war, konnte er in den Hafen eindringen und die Stadt zerstören. Da die Briten auf See zahlenmäßig unterlegen waren, zogen sie sich hinter die Forts und Batterien von St. John’s zurück und bereiteten einen erbitterten Widerstand vor. Am Morgen des 2. September 1796 wurde die französische Flotte vor der Küste gesichtet. Da Wallace zu diesem Zeitpunkt keine große Garnison in St. John’s hatte, versuchte er, den Eindruck zu erwecken, er hätte eine. Damit wollte er die Franzosen glauben machen, dass eine Einnahme von St. John’s zu kostspielig wäre. Er ließ seine Männer auf beiden Seiten des Eingangs zu den Narrows Zelte errichten und ließ sie dann in Fort Amherst und unterhalb von Signal Hill hin und her marschieren. Richery war gehandicapt, weil er keine Informationen über die Verteidigungsanlagen von St. John’s und keine Lotsen für die neufundländischen Gewässer hatte. Er war auf die Informationen von John Morridge angewiesen, dem Kapitän eines Fischereischiffs von Gouverneur Wallace, der zu den Gefangenen von Bay Bulls gehörte. Richerys Flotte legte vor Cape Spear an und beobachtete einen Tag lang das beängstigende Treiben. Am nächsten Morgen bildete Richery eine Kampflinie und fuhr auf die Hafeneinfahrt zu. Als sie in die Reichweite der Vierundzwanzigpfünder von Fort Amherst kamen, schwand seine Entschlossenheit. Er wendete und fuhr zurück aufs Meer hinaus. Die List hatte funktioniert und die Stadt war gerettet. Admiral Richerys Bedrohung für St. John’s war angesichts der Stärke der Truppen von St. John’s gescheitert.
In Frankreich wurde die Öffentlichkeit darüber informiert, dass Richery die Kapitulation von St. John’s erzwungen, große Mengen an Schiffen erbeutet und mehr als tausend Seeleute als Gefangene nach Santo Domingo geschickt hatte. Erst im Oktober erreichten authentische Informationen England, wo man erfuhr, dass der französische Admiral den größeren Plan eines Angriffs auf St. John’s aufgegeben und die Küste am 29. September verlassen hatte.

### Bay Bulls
Am 4. September drang das französische Geschwader in Bay Bulls ein. Die Stadt kapitulierte bei ihrer Annäherung. Admiral Richery plünderte und zerstörte die gesamte Siedlung und Schiffe, einschließlich der Fischereistationen, und trieb die Einwohner in die Wälder. 57 Gebäude und 47 Fischereischiffe wurden erbeutet sowie mehr als 400 Gefangene gemacht.

### Chateau Bay
Am 5. September beauftragte Richery Admiral Comte Zacharie Jacques Theodore Allemand, mit Duquesne, Censeur und Friponne die Bucht der Schlösser (Labrador) anzugreifen, während Richery selbst mit den Schiffen Victoire, Barras, Jupiter, Berwick und Révolution 74 sowie den Fregatten Émbuscade und Félicité nach Saint-Pierre und Miquelon fuhr, um die dortigen Küstenstationen zu zerstören.
Durch Gegenwind und Nebel behindert, erreichte der Comte Allemand die Bucht von Castles erst am 22. September, da waren die meisten Fischereifahrzeuge bereits nach Europa abgesegelt. Der französische Kommodore schickte einen Offizier mit einer Kriegsflagge, der die Übergabe der Stadt forderte. Dies wurde abgelehnt, aber das Herannahen des Geschwaders zwang den britischen Befehlshaber, die Fischereistationen zu zerstören.

### Saint Pierre and Miquelon
Richery zerstörte alle Gebäude, Schiffe und Fischereistationen, die er auf Saint-Pierre und Miquelon vorfand und beanspruchte die Inseln für Frankreich, ließ sie aber unbesetzt. Etwa 225 Häuser, 17 große Gerüste, 8 große Gebäude, 80 Fischerboote und 80.000 Doppelzentner Kabeljau wurden verbrannt. Admiral Richery hisste die französische Flagge auf der Insel St. Pierre, die sich Jahre zuvor einer Truppe aus Halifax ergeben hatte, aber ohne Garnison zurückgelassen worden war, obwohl einige britische Fischer sie in Besitz genommen und eine Stadt errichtet hatten. Richerys Geschwader teilte sich daraufhin auf. Ein Teil segelte zur Küste von Labrador, um die heimwärts fahrende Fischereiflotte aus Quebec abzufangen, während Admiral Richery mit vier Linienseglern und einer Fregatte in der Nähe von Cape Breton blieb.
Am 27. September traf Admiral Murray von den Bermudas kommend in Halifax ein. Obwohl die Informationen, die ihm vorgelegt wurden, immer noch verworren waren, deutete das offensichtliche Fehlen von Transportern und Truppen darauf hin, dass es sich bei der Expedition eher um einen Überfall als um einen ernsthaften Versuch handelte, Neufundland einzunehmen. Zwei Tage später entfernte sich Allemand von der Küste und steuerte, wie Richery es bereits getan hatte, nach Hause. Am 5. November lief Richery mit seiner Division in den Hafen von Rochefort ein, und am 15. November erreichte Allemand mit seiner Division Lorient.

## Nachwirkungen
Die kombinierten Flotten Frankreichs und Spaniens hatten mehr als 100 Handelsschiffe zerstört und eine große Zahl von Gefangenen gemacht. Etwa 300 wurden nach Frankreich und Spanien gebracht, die restlichen wurden mit einem Cartel-Schiff nach Halifax geschickt. Die britische Bankfischerei in Neufundland erholte sich nach der Unterzeichnung des Vertrags von Amiens im März 1802, und in diesem Jahr betrieben 71 neufundländische und 58 britische „Banker“-Schiffe die Fischerei auf den Grand Banks. Mit dem Ausbruch des Krieges 1803 ging sie wieder zurück, erholte sich nach der Schlacht von Trafalgar im Oktober 1805 etwas, ging aber während des Britisch-amerikanischen Krieges 1812/14 erneut zurück.